# European Son
«European Son» — песня, написанная и исполненная американской экспериментальной рок-группой The Velvet Underground. Она появляется в качестве последнего трека на их дебютном альбоме 1967 года The Velvet Underground & Nico. Также это самый длинный трек альбома, длящийся более семи с половиной минут.
Песню можно рассматривать как предшественницу следующего альбома группы White Light/White Heat и, соответственно, семнадцатиминутной рок-импровизации — песни «Sister Ray».

## Композиция
«European Son» посвящена группой поэту и литературному наставнику Лу Рида в Сиракузском университете Делмору Шварцу. Желая посвятить ему песню, «European Son» была выбрана, потому что в ней было меньше всего текстов (рок-н-ролльные тексты были тем, что Шварц ненавидел). При первом выпуске The Velvet Underground & Nico песня называлась «European Son (to Delmore Schwartz)».
Песня была записана в апреле 1966 года, а Шварц умер спустя три месяца в одиночестве на Манхэттене. Согласно музыковеду Ричарда Уиттса, «читается практически как песня презрения», адресованная Шварцу, не пожелавшему видеть Рида в свои последние дни, который он провёл в обветшалом отеле в центре Нью-Йорке. Уиттс подчеркнул малозначимые личные детали в тексте песни, такие как «You made your wallpapers green» и счёл словно пришедшие от Дилана слова «hey, hey, bye bye bye» «довольно злым способом попрощаться с тем, о ком идёт речь.»

## Запись
Песня начинается с двух строф текста, спетых Лу Ридом над риффом Чака Берри, затем, примерно через первую минуту, слышен громкий треск (вызванный тем, что Джон Кейл ударил стопку тарелок металлическим стулом). Далее следует шестиминутная инструментальная импровизация с использованием дисторшна и обратной связи.

## Участники записи
- Лу Рид — вокал, гитара, звуковые эффекты
- Джон Кейл — бас-гитара, звуковые эффекты
- Стерлинг Моррисон — гитара
- Морин Такер — перкуссия

## Кавер-версии
- Half Japanese на своём альбоме 1984 года Our Solar System[англ.].
- Тёрнстон Мур на сборнике 1988 года The End of Music as We Know It[9].
- Гари Лукас[англ.] перепел песню для своего альбома 2000 года Street of Lost Brothers[10].

## Прочая информация
Песня вдохновила немецкую экспериментальную рок-группу Can. Её влияние особенно заметно в песне «Father Cannot Yell», заглавной композиции альбома 1969 года Monster Movie, в которой Хольгер Шукай играет похожую басовую партию.
Замедленная версия басовой партии песни (первоначально играемая Джоном Кейлом) появляется в песне группы Yo La Tengo «Moby Octopad».
Simple Minds записали песню под названием «European Son» на демо-кассете, которая была выпущена на компакт-диске The Early Years: 1977—1978. Группа Japan также записала песню с аналогичным названием. Обе эти группы назвали свои песни в честь песни Velvet Underground и сделали каверы на другие песни группы (обе перепели «All Tomorrow’s Party», например), но ни одна из «European Son» не является кавером на песню Velvet Underground.